# Chiesa di San Martino d'Albaro
La chiesa di San Martino d'Albaro è una luogo di culto cattolico situata nel quartiere di San Martino, tra via Silvio Lagustena e via Vernazza, nel comune di Genova nella città metropolitana di Genova. La chiesa è sede della parrocchia omonima del vicariato di San Martino-Valle Sturla dell'arcidiocesi di Genova.

## Storia
Secondo alcune fonti storiche presenti negli archivi parrocchiali, si hanno notizie dell'edificio fin dall'anno 1006 e per questo motivo il giorno 11 novembre 2007, la comunità ha festeggiato il millenario dalla fondazione con una Santa Messa Solenne, celebrata dal cardinale e arcivescovo di Genova Angelo Bagnasco. Tuttavia, è citata per la prima volta in un documento del 1128 come "Sancti Martini de erclo" e poi nel "Registro Arcivescovile delle decime" del 1143 come pieve con giurisdizione sulle parrocchie di San Fruttuoso, San Francesco d'Albaro e Sturla; a quell'epoca annesso alla chiesa si trovava anche un ospitale per i viaggiatori in transito. Secondo gli storici le sue origini risalgono ad un periodo tra il V e il VII secolo.
La struttura dell'attuale chiesa risale al 1614 quando fu completamente ricostruita, più grande della precedente. Fu ulteriormente ampliata nel 1846 e all'inizio del Novecento fu costruita una nuova grande abside circolare. Risale al 1963 il nuovo altare maggiore in marmo.
In questa chiesa, nel 1834, Paola Frassinetti fondò la congregazione delle figlie di Santa Fede, che successivamente presero il nome di Suore di Santa Dorotea della Frassinetti.
Al suo interno si trovano dipinti di Bernardo Castello e Valerio Castello (Madonna col Bambino fra i santi Domenico e Rosa, presso la cappella del Rosario) e Giovanni Domenico Cappellino (Martirio di santa Agata). Gli stessi provvidero in più riprese ad affrescare l'edificio. Lo stesso Bernardo Castello, che insieme al figlio furono parrocchiani della chiesa, trovò sepoltura il 5 ottobre 1629 in una cappella dell'edificio. Nel 1747 la chiesa venne adibita ad alloggiamento delle truppe austriache durante l'occupazione di Genova nell'ambito della guerra di successione austriaca, subendo danneggiamenti e parziale spoliazione.
Da notare che il parroco di San Martino porta il titolo di abate di Santa Vittoria in Libiola, frazione vicina a Sestri Levante, in seguito alla richiesta portata dal generale Luigi Bernabò Brea e confermata dal decreto dall'arcivescovo Edoardo Pulciano in data 17 gennaio 1907.